# Puerta del Sol (Madrid)
La Puerta del Sol (littéralement « porte du Soleil » en espagnol) est l'une des places les plus connues et les plus animées de Madrid, en Espagne.

## Situation
La Puerta del Sol est située au cœur de Madrid, dans l'arrondissement du Centre, à 800 m à l'est du Palais royal et au nord-est de la Plaza Mayor.
Son périmètre, formé d'un côté rectiligne au sud et semi-circulaire pour le reste, délimite un plateau central sur lequel s'ouvrent dix artères dont les plus importantes sont la calle Mayor à l'ouest et la rue d'Alcalá au nord-est. Depuis 2020, la place est entièrement piétonne.

## Histoire
La Puerta del Sol est à l'origine l'une des portes permettant de franchir le mur qui entourait Madrid au XVe siècle. Son nom provient du fait qu'au fronton de l'un de ses édifices figurait jadis un cadran solaire. Entre le XVIIe et le XIXe siècle, la place était un important lieu de rendez-vous. La Maison royale du courrier constituait le lieu d'arrivée des messages provenant de l'étranger et du reste du pays, faisant de la place le lieu idéal pour obtenir les dernières nouvelles. Les escaliers de l'église Saint-Philippe (aujourd'hui disparue) étaient ainsi connus comme un lieu de commérages.
Le 12 novembre 1912, le président du Conseil José Canalejas est assassiné par l'anarchiste Manuel Pardiñas Serrano sur la place devant la librairie San Martín, au croisement de la rue Carretas.
Le 14 avril 1931, la Puerta del Sol est le lieu de rassemblement de nombreux Madrilènes célébrant la proclamation de la Seconde République.
Après la guerre civile et la victoire de Franco, la Maison royale du courrier abritant la Direction générale de la sécurité, les manifestations sont interdites sur la place. Le 13 septembre 1974, un attentat commis par l'ETA politico-militaire dans la cafétéría Rolando, à quelques mètres de la place, provoque la mort de treize personnes.
La place fait l'objet de plusieurs campagnes de réaménagement, en 1959, puis en 1986 avec l'extension de la zone piétonne. Une autre rénovation a eu lieu en 2009, avec l'ouverture du nouveau centre d'échanges souterrain entre le métro et les trains de banlieue et l'extension de l'espace dédié aux piétons. À partir de 2020, un nouveau projet urbain est mis en œuvre qui se caractérise par la piétonnisation complète suivie d'une reconfiguration qui s'achève en 2023.

## Sites et monuments
La Maison Royale de la Poste (en espagnol : Real Casa de Correos), qui s'élève sur le côté sud, est construite entre 1766 et 1768 selon les plans de l'architecte français Jacques Marquet. Pendant la dictature de Francisco Franco et jusqu'en 1984, le bâtiment est occupé par le ministère de l'Intérieur et de la Sécurité de l'État. Depuis 1985, il abrite le siège de la présidence de la Communauté de Madrid et fait l'objet d'une profonde rénovation entre 1996 et 1998.
Juste devant la façade de l'édifice, une plaque y matérialise au sol le point kilométrique zéro des routes espagnoles, et représente le centre symbolique du pays.

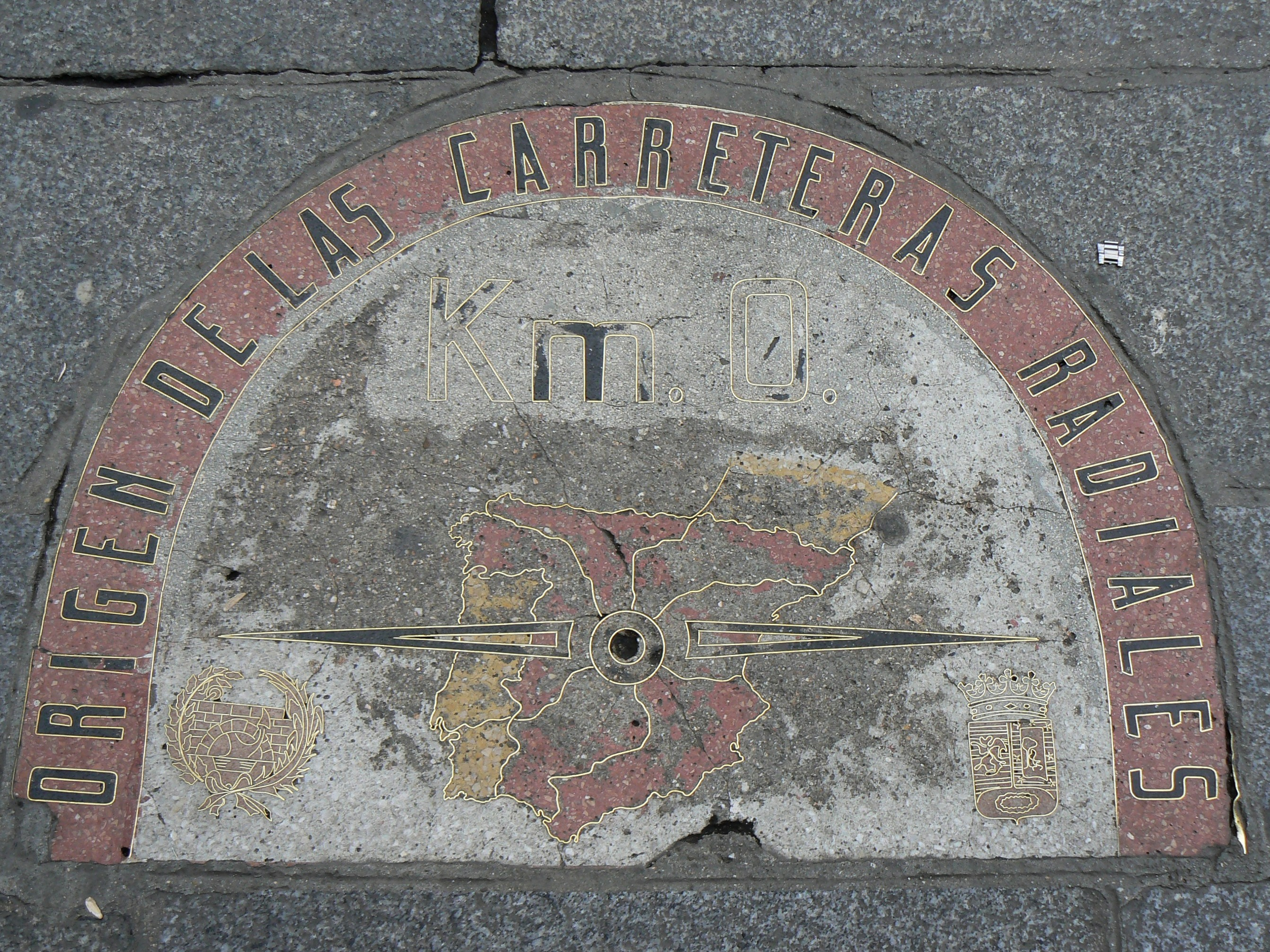
Ancien point zéro des routes d'Espagne (2007)
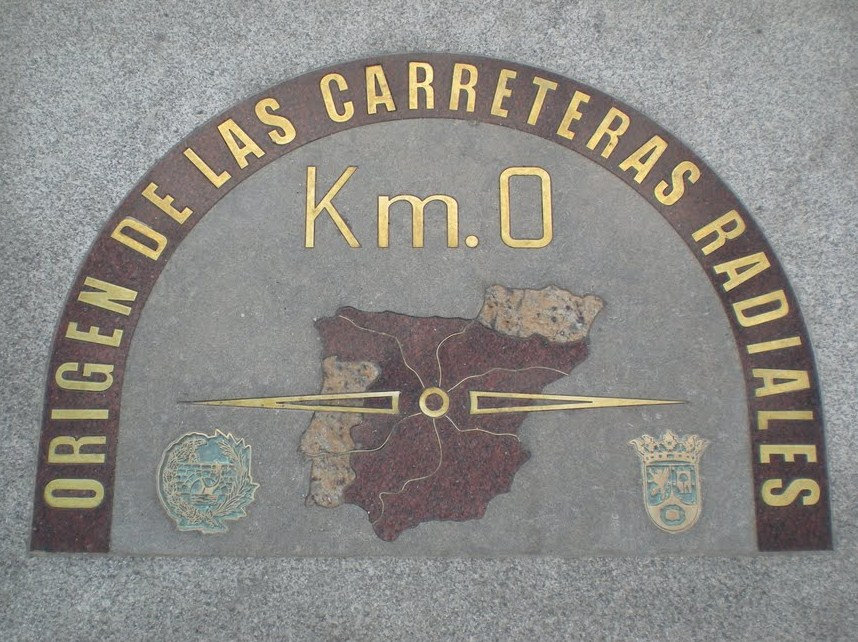
Le kilomètre zéro.

La statue équestre de Charles III, inaugurée en 1994, s'élève au centre de la place.
À l'entrée de la rue d'Alcalá, s'élève le monument de l'ours et l'arbousier (el oso y el madroño). Installé en 1967, il représente les symboles héraldiques de la ville.
Enfin la Puerta del Sol est connue pour son enseigne lumineuse des vins Tío Pepe, créée en 1920. Initialement placée sur le toit du Grand Hôtel de París, au n°1 de la place, elle est réinstallée en 2014 sur l'immeuble du n°11, en face de la Maison royale du courrier.

## Lieu de rassemblement

### Mouvement 15M
Le 15 mai 2011, une manifestation s'y déroule à l'appel du mouvement ¡Democracia Real Ya! (« Une vraie démocratie, maintenant »). L'occupation de la place se poursuit pendant plus d'une semaine, nuit et jour. Des dizaines de milliers de personnes s'y réunissent chaque jour, débattant et s'appropriant l'espace public.

### Autres manifestations
La Puerta del Sol a été le théâtre de manifestations contre les attentats de Madrid du 11 mars 2004 mais également contre l'implication de l'Espagne dans la guerre en Irak.
C'est sur la place que tout le monde se réunit habituellement le 31 décembre pour fêter le nouvel an au son de l'horloge de la Maison royale du courrier. La coutume veut que l'on avale un raisin à chaque son de cloche (las doce uvas).

## Transports
Elle est desservie par la station Sol des lignes 1, 2 et 3 du métro, et la gare souterraine de Sol  des trains de banlieue du réseau Cercanías Madrid.

## Culture
La Puerta del Sol apparaît dans de nombreuses œuvres littéraires et cinématographiques.

### Cinéma
- Le Jour de la bête (El día de la bestia), film du réalisateur Álex de la Iglesia.
- Km. 0, comédie espagnole se déroulant près de la plaque du kilomètre zéro.
- El misterio de la Puerta del Sol, sorti en 1929, considéré comme le premier film espagnol sonore.
- Vistas de la Puerta del Sol, tourné en 1896 par Alexandre Promio.
- La Folie des grandeurs, sorti en 1971 et tourné par Gérard Oury, la Puerta del Sol y est évoquée quand Don Salluste rend sa toison d'or.

### Théâtre
- La celosa de Tirso de Molina.

### Zarzuela
- La Puerta del Sol (1907), de Manuel Fernández Palomero.
- La villa de los gatos (1917), dans le premier acte.
- El último tranvía, de Ricardo Blasco.
- Por conseguir a una mujer de Luis Olona, l'œuvre commence sur la place.

### Littérature
- Lumières de bohème (Luces de Bohemia) de Valle Inclán.
- Los comerciantes de la puerta del Sol, de Carmen de Burgos.
- Portfolio de Ramón Gómez de la Serna.
- Dans la nouvelle de Benito Pérez Galdós, Fortunata y Jacinta, le personnage Juanito Santacruz vit à la Puerta del Sol.
- Fernando Fernán Gómez a publié en 1995 une nouvelle titrée La Puerta del Sol.
- El largo noviembre de Madrid de Juan Eduardo Zúñiga (es).
- Un muchacho en la Puerta del Sol (1973), de Jesús Izcaray.
- La conquista de la Puerta del Sol d'Emilio Carrere (es).

### Peinture
- Dos de mayo de Francisco de Goya.

## Galerie

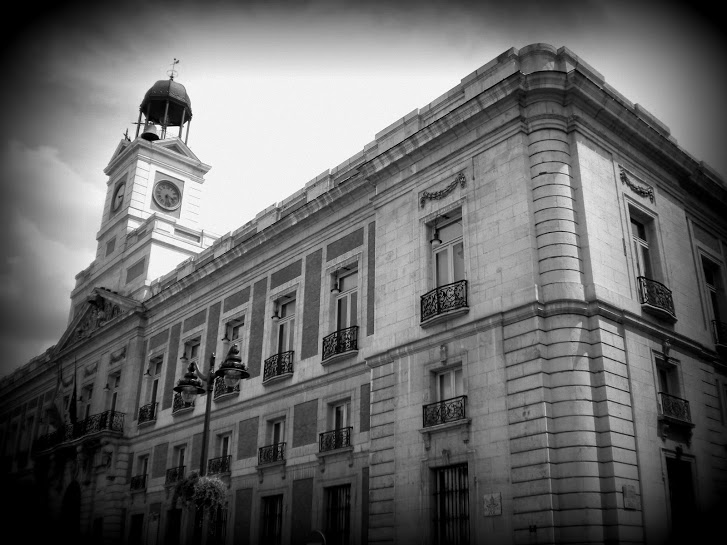
Façade de la Maison royale du courrier.
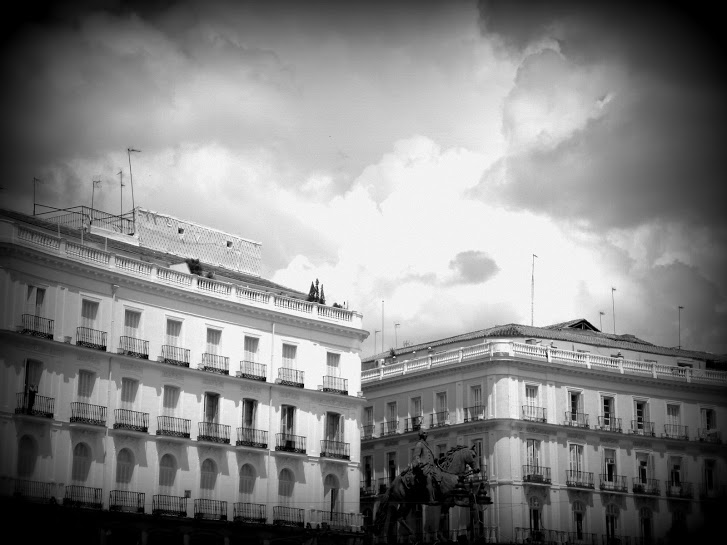
Immeubles situés au nord de la place.
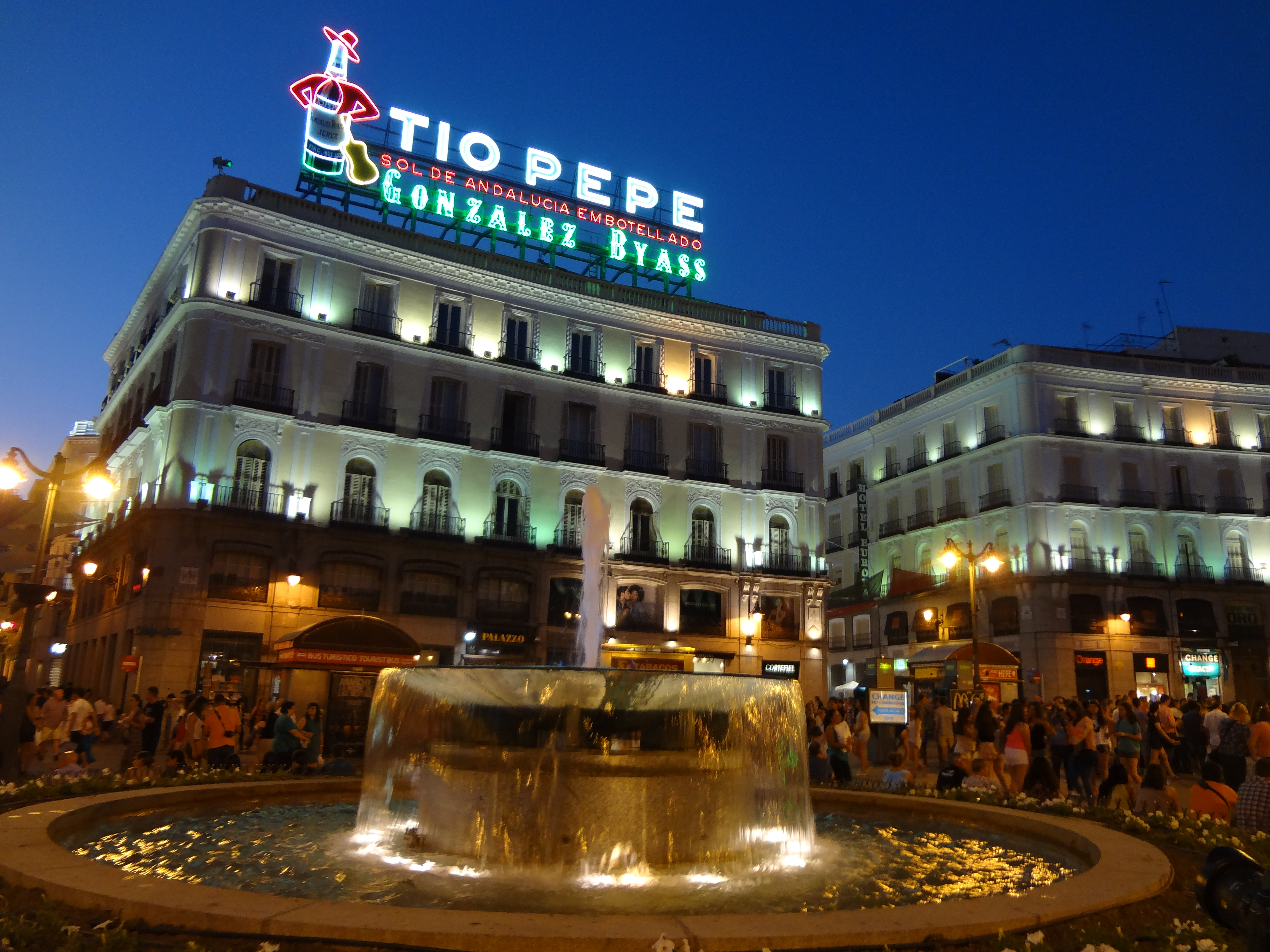
L'enseigne lumineuse Tío Pepe.
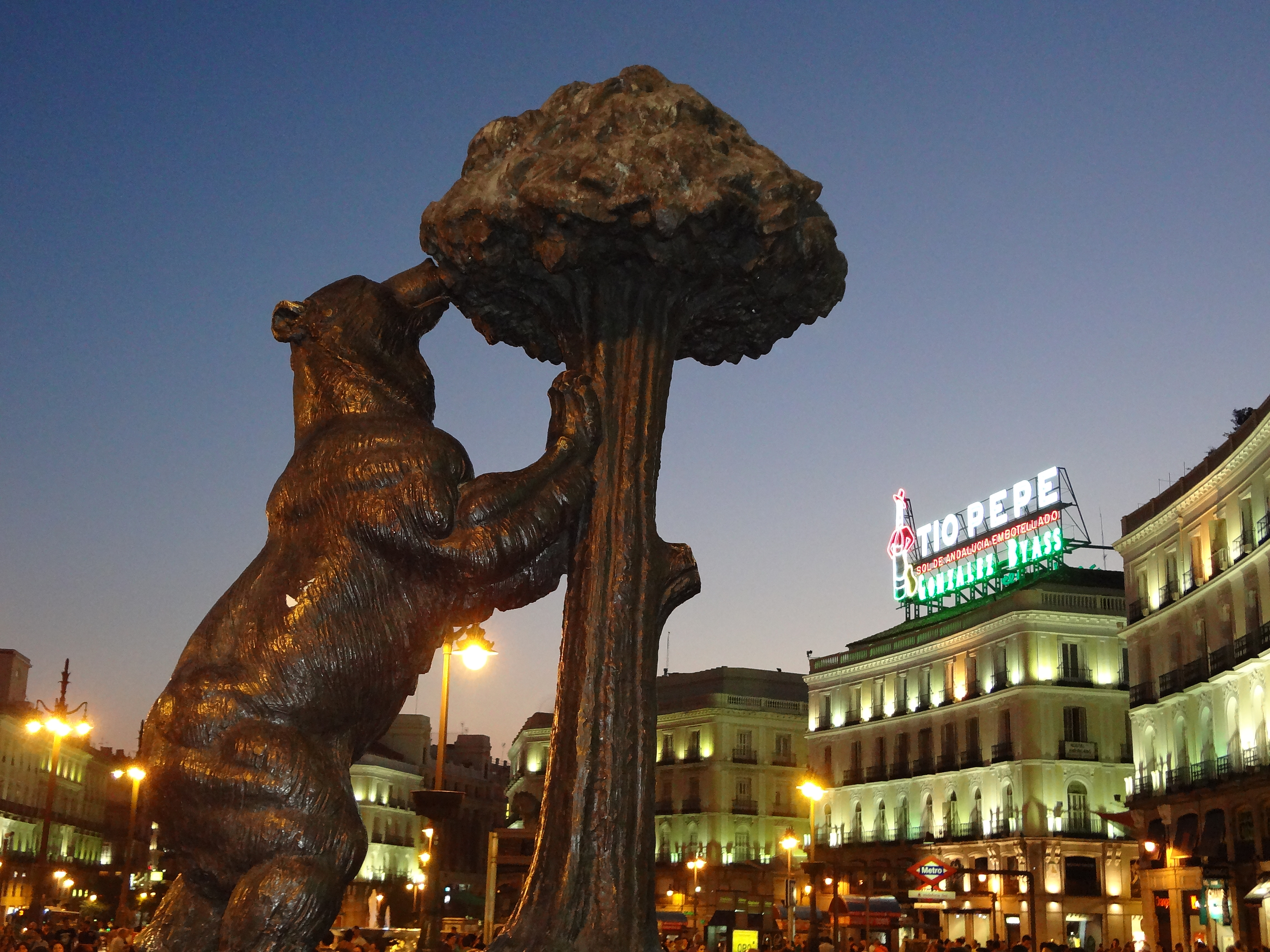
L'ours et l'arbousier.
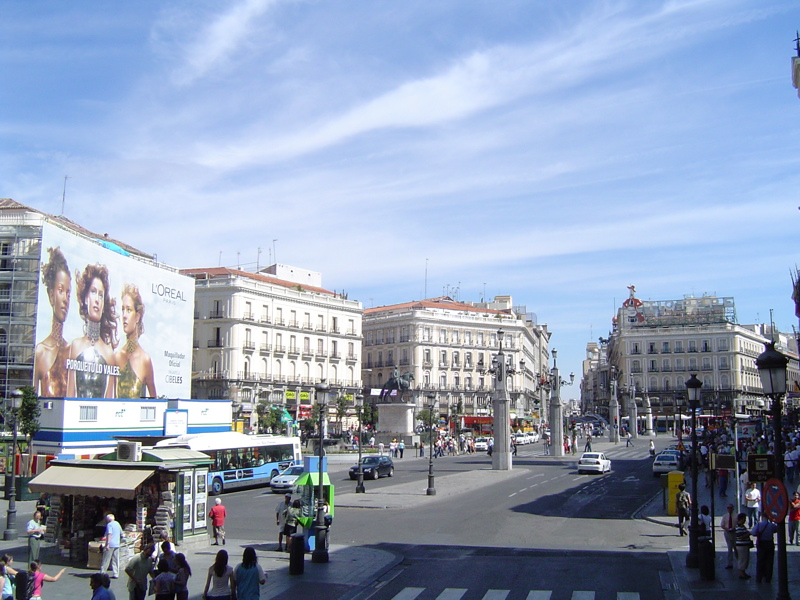
Vue générale de la place, à l'époque où elle était encore ouverte à la circulation.
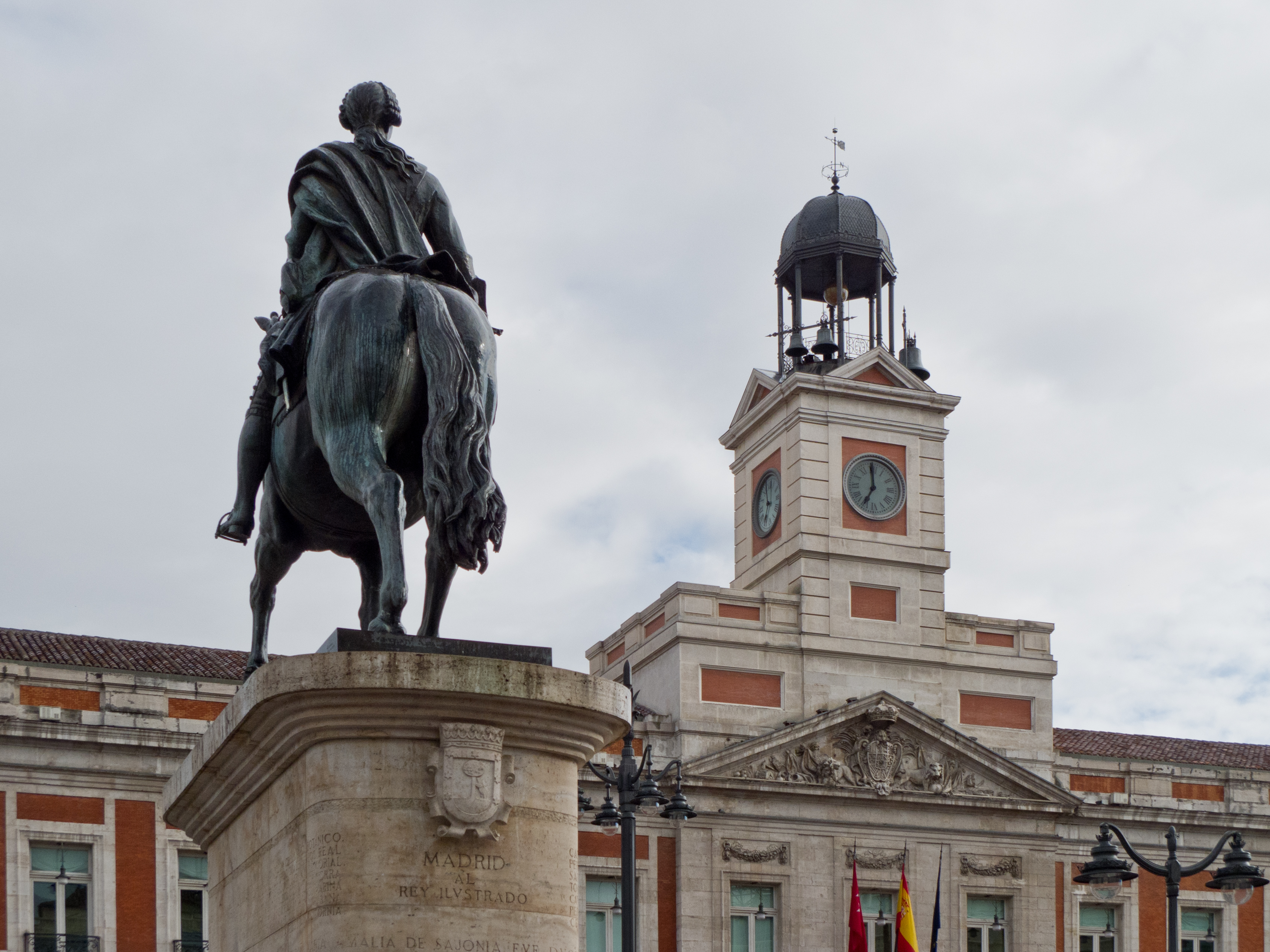
Monument du roi Charles III au centre de la place, devant la Maison royale du courrier et son horloge.